# 森特纳里乌
森特纳里乌是巴西南大河州的一个市镇。总面积134.331平方公里，总人口3031人，人口密度22.6人/平方公里。